# حد السرقة في الإسلام
حد السرقة في الإسلام هو عقوبة محددة بالشرع الإسلامي بسبب السرقة وهي أخذ المال خفية من حرز المثل، بشرط أن يكون السارق مكلفا، وأن يسرق من المال قدر نصاب وأن يسرقه من مكان محروز بحرز المثل، وألا يكون للسارق فيه ملك أو شبهة ملك، وأن تثبت السرقة بالبينة الشرعية، عند القاضي الشرعي، بعد الرفع إليه، وهو وحده المخول بإقامة حد السرقة، وهو: قطع اليد اليمنى من الرُّسْغِ.

## تعريف السرقة
السرقة أخذ المال على وجه الاستتار أي: خفية. له تعريف محدّد في الشريعة الإسلامية حيث أنه يختلف عن الحرابة، هو: أخذ مكلف مالاً محترماً لغيره نصاباً أخرجه من حرزه خفية، ولا شبهة له فيه.

## مشروعية حد السرقة
حد السرقة مشروع في الإسلام لنص الآية القرآنية الثامنة والثلاثين من سورة المائدة ﴿وَالسَّارِقُ وَالسَّارِقَةُ فَاقْطَعُوا أَيْدِيَهُمَا جَزَاءً بِمَا كَسَبَا نَكَالًا مِنَ اللَّهِ وَاللَّهُ عَزِيزٌ حَكِيمٌ ۝٣٨ فَمَنْ تَابَ مِنْ بَعْدِ ظُلْمِهِ وَأَصْلَحَ فَإِنَّ اللَّهَ يَتُوبُ عَلَيْهِ إِنَّ اللَّهَ غَفُورٌ رَحِيمٌ ۝٣٩﴾ [المائدة:38–39].

## شروط وجوب حد السرقة
- أن يكون السارق مكلفاً وهو البالغ العاقل، مختاراً، مسلماً كان أو ذمياً.
- أن يكون هذا الأخذ على الاختفاء والاستتار.
- أن يكون المال في حرز وهو يخرجه.
- انتفاء الشبهة.
- أن يكون مالا محترماً، فلا حد على من يسرق خمر أو أشياء محرمة.
- أن يكون السارق مختاراً، فلا قطع على المكره لأنه معذور
- أن يبلغ النصاب، وهو ربع دينار ذهباً فأكثر.
- أن يكون عالماً بالتحريم، فلا قطع على جاهل بتحريم السرقة.
- أن يأخذ المال على وجه الخفية، فإن لم يكن كذلك فلا قطع كالاغتصاب، والاختلاس، والنهب، والغش، ونحوها، وإنما فيها التعزير.

فإذا تحققت هذه الشروط تكون السرقة موجبه للحد.

## ثبوت السرقة
وتثبت السرقة بأمرين:
- الإقرار: بأن يقر السارق على نفسه بالسرقة.
- الشهادة: بأن يشهد عليه رجلان عدلان بأنه سرق، ولا تقبل شهادة النساء في الحدود.

فإذا تمت هذه الشروط وجب القطع، وإن اختل شرط منهما سقط القطع، وللإمام التعزير بما يراه مناسباً.

## تطبيق الحد
إذا ثبتت جريمة السرقة وجب إقامة الحد على السارق وهو قطع يده اليمنى من مفصل الكف لنص الآية: ﴿وَالسَّارِقُ وَالسَّارِقَةُ فَاقْطَعُوا أَيْدِيَهُمَا جَزَاءً بِمَا كَسَبَا نَكَالًا مِنَ اللَّهِ وَاللَّهُ عَزِيزٌ حَكِيمٌ ۝٣٨﴾ [المائدة:38] ويغمس موضع القطع من مفصل الذراع في زيت مغلي لتسد أفواه العروق فينقطع الدم، وإذا سرق ثانية قطعت رجله اليسرى من مفصل الكعب، فلا تقطع يداه، لأن قطع يديه يفوت منفعة الجنس، فلا تبقى له يد يأكل بها، ولا يتوضأ ولا يستطيب، فإن عاد فسرق بعد قطع يده اليمنى ورجله اليسرى حُبس.

## الحكمة من تحريم السرقة
حرمت السرقة في الإسلام لعدة أمور منها:
- المحافظة على الأموال العامة والخاصة التي هي ثمرة جهود مبذولة لأن المال هو عصب لهذه الحياة.
- فيها تخويف وترويع للآمنين بشكل عام فإذا علم أهل المسكن بسرقته أصابهم الهلع والفزع بسبب ذلك.
- أن فيه حمل للسلاح على الغير بغير حق وأذية للآخرين لقوله صلى الله عليه وسلم: ((من حمل علينا السلاح فليس منا ومن غشنا فليس منا)).
- أن بعض الناس قد يصاب بالجنون وفقدان العقل بسبب ترويعه وإخافته وذلك من أشنع الأفعال وفيه إضرار عظيم.
- كف الجريمة وانتشارها في المجتمع فلو لم تحرم السرقة لفشى السطو على البيوت والاعتداء على الحرمات.
- تحفيز الشاذين في المجتمع على العمل والكسب وعدم تركهم لكي يعتاشون من النهب والسلب من الآخرين.السرقة

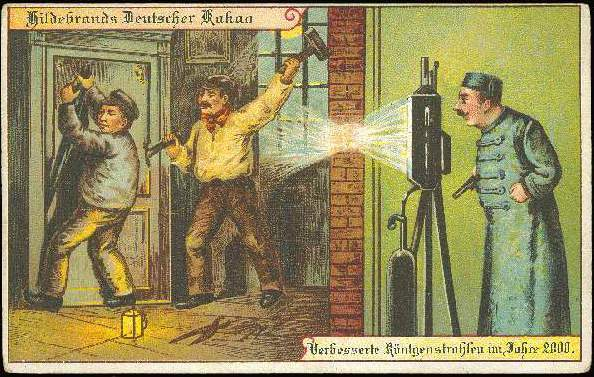
السرقة